# Paniers

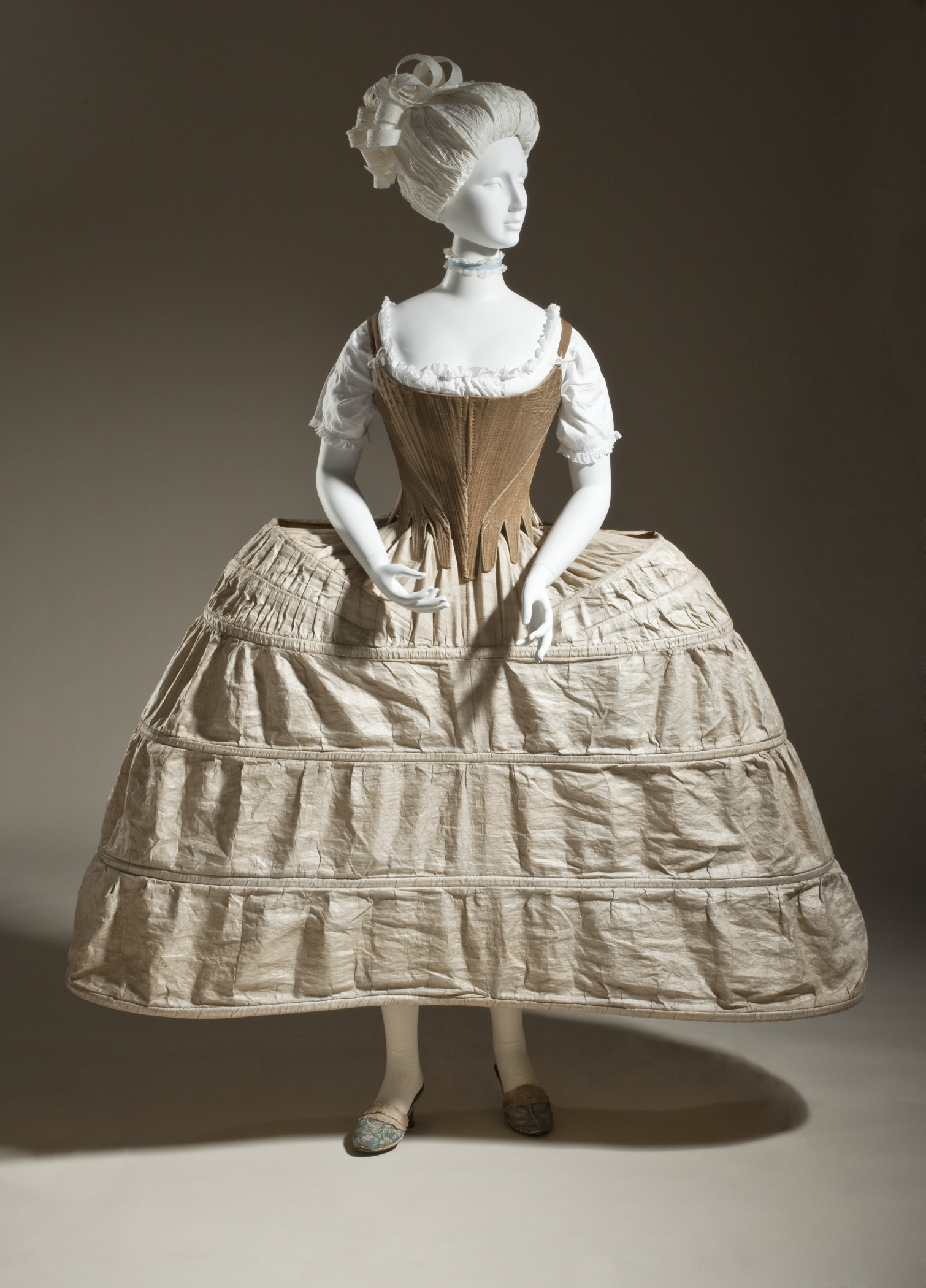
Paniers als deel van het ondergoed voor een 18e-eeuwse dame (Engeland, 1850-1880). Aan het bovenlijf draagt ze een chemise en keurslijf. Onder de paniers droeg men doorgaans niets.

Paniers, ook mandjes genoemd, zijn een vorm van ondergoed. Ze bestaan uit een tweedelige set hoepels die aan weerszijden van de heupen zitten. Vrouwen droegen paniers in de 17e en 18e eeuw om hun rok zijwaarts te verlengen. De stijl ontstond aan het Spaanse hof en verspreidde zich via Frankrijk naar de rest van Europa. Mogelijks vonden ze eerder al ingang in Engeland en Duitsland.
Paniers zijn erg onpraktisch en belemmeren de drager bij zowel het zitten als stappen. Aan het begin van Lodewijk XVI's regeerperiode waren ze bijzonder extravagant. De paniers bereikten toen een omtrek van vier tot vijf meter. Vrouwen namen daarmee tot drie maal zoveel plaats in als een man.
In de tweede helft van de 18e eeuw werden Engelse stijlen populair. De paniers pasten niet in die soberder, meer mannelijke damesmode. Tegen 1780 werden ze enkel gedragen bij formele gelegenheden en aan het hof. Na de Franse Revolutie verdwenen ze geheel. De victoriaanse mode keerde wel terug naar een hypervrouwelijk silhouet met wijde rok. De crinoline vervulde er een gelijkaardige rol.

## Galerij

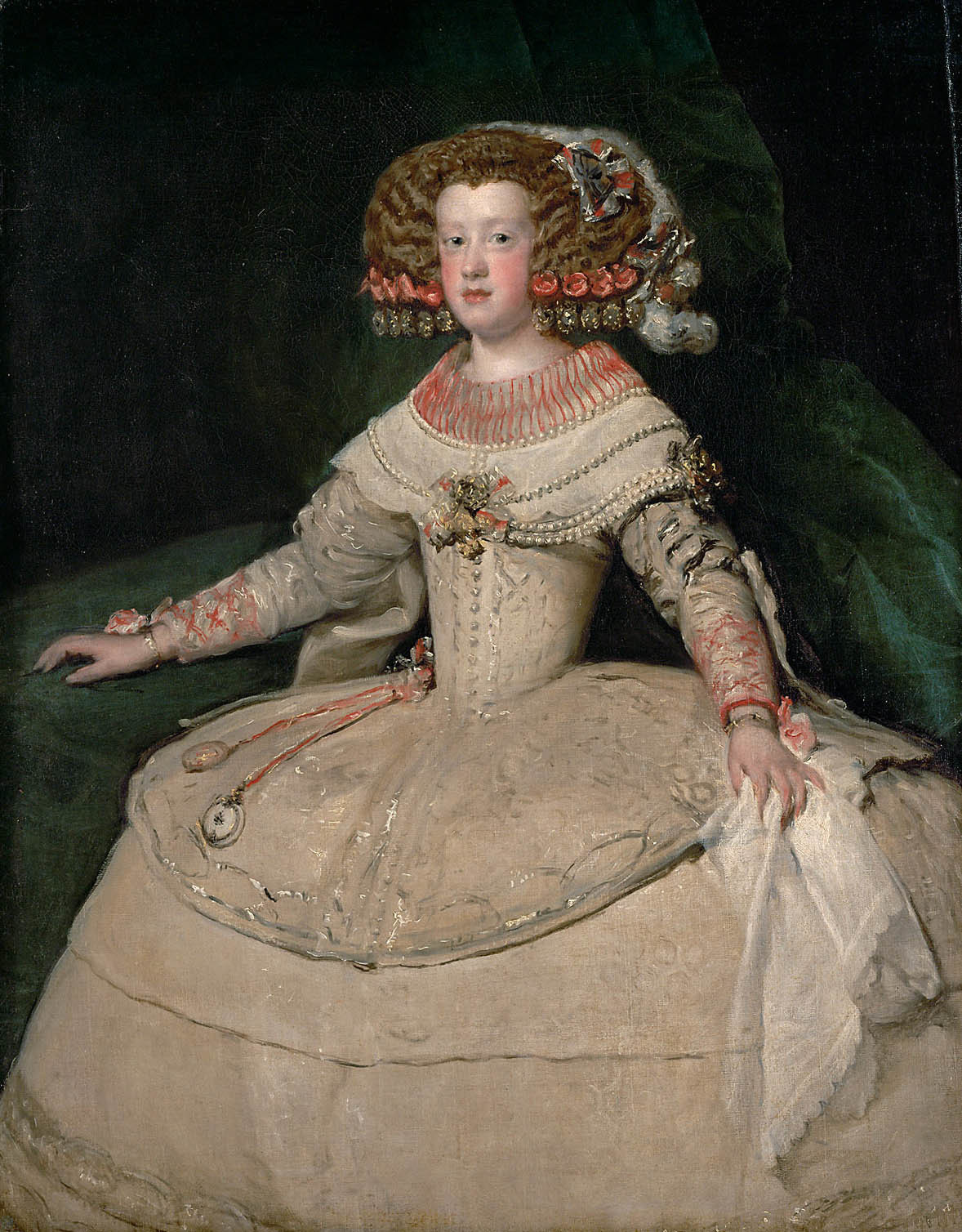
Maria Theresa, de Spaanse infanta, in een 17e-eeuwse jurk (Velázquez, 1652-1653). Onder de wijde rok draagt ze paniers.
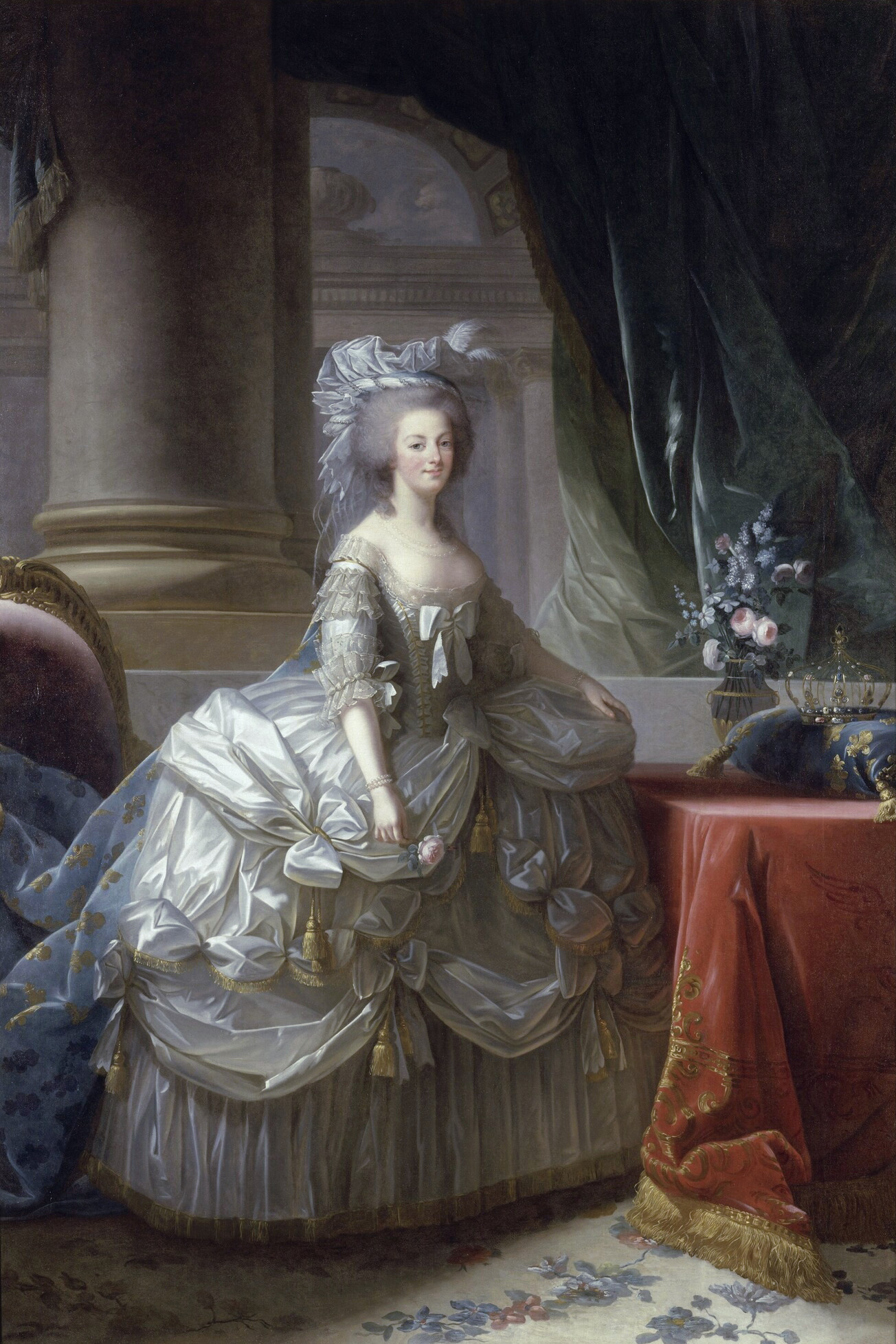
Koningin Marie Antoinette (Élisabeth Vigée, 1783). De Franse hofmode van de 18e eeuw kopieerde het Spaanse silhouet.
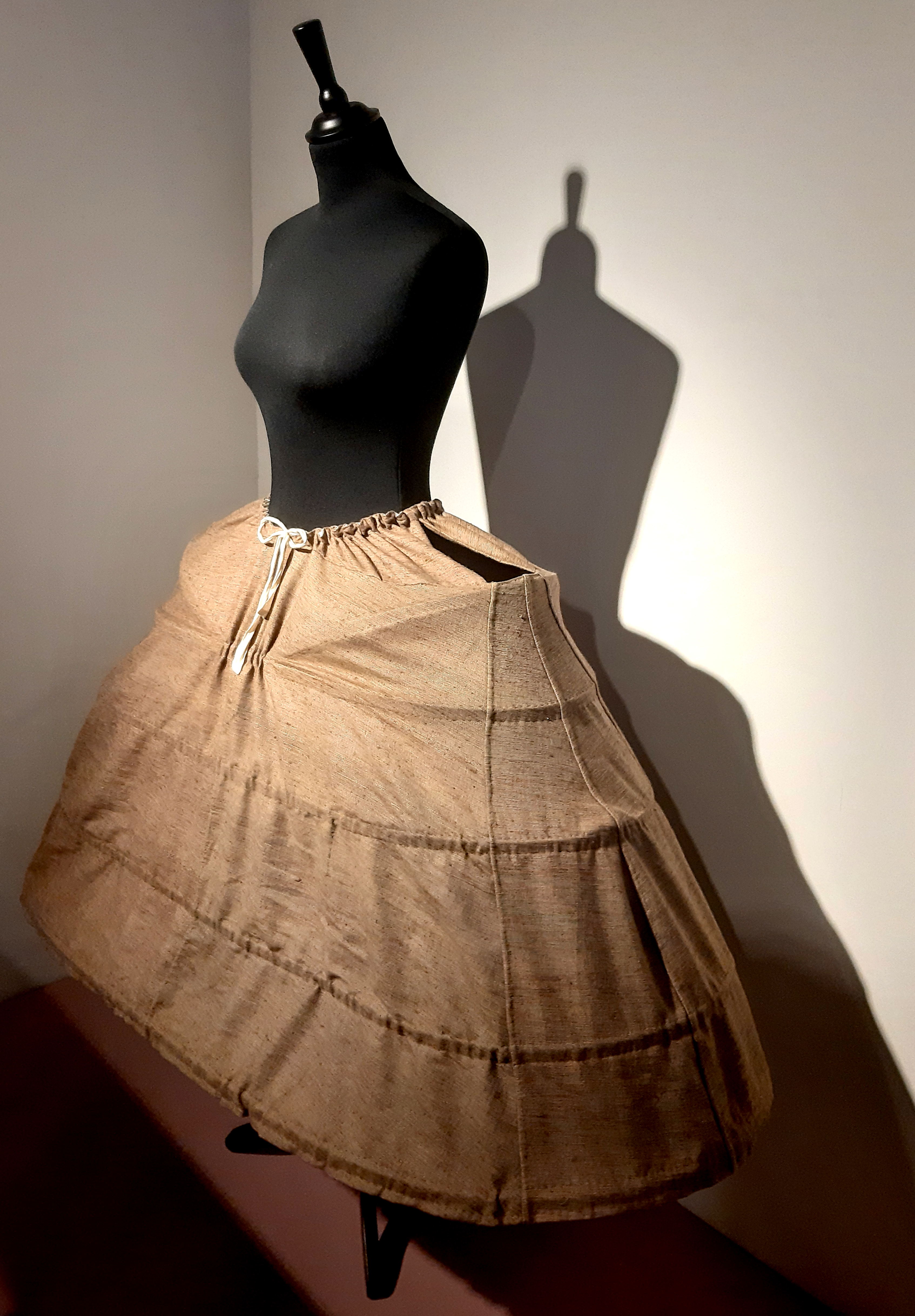
Replica
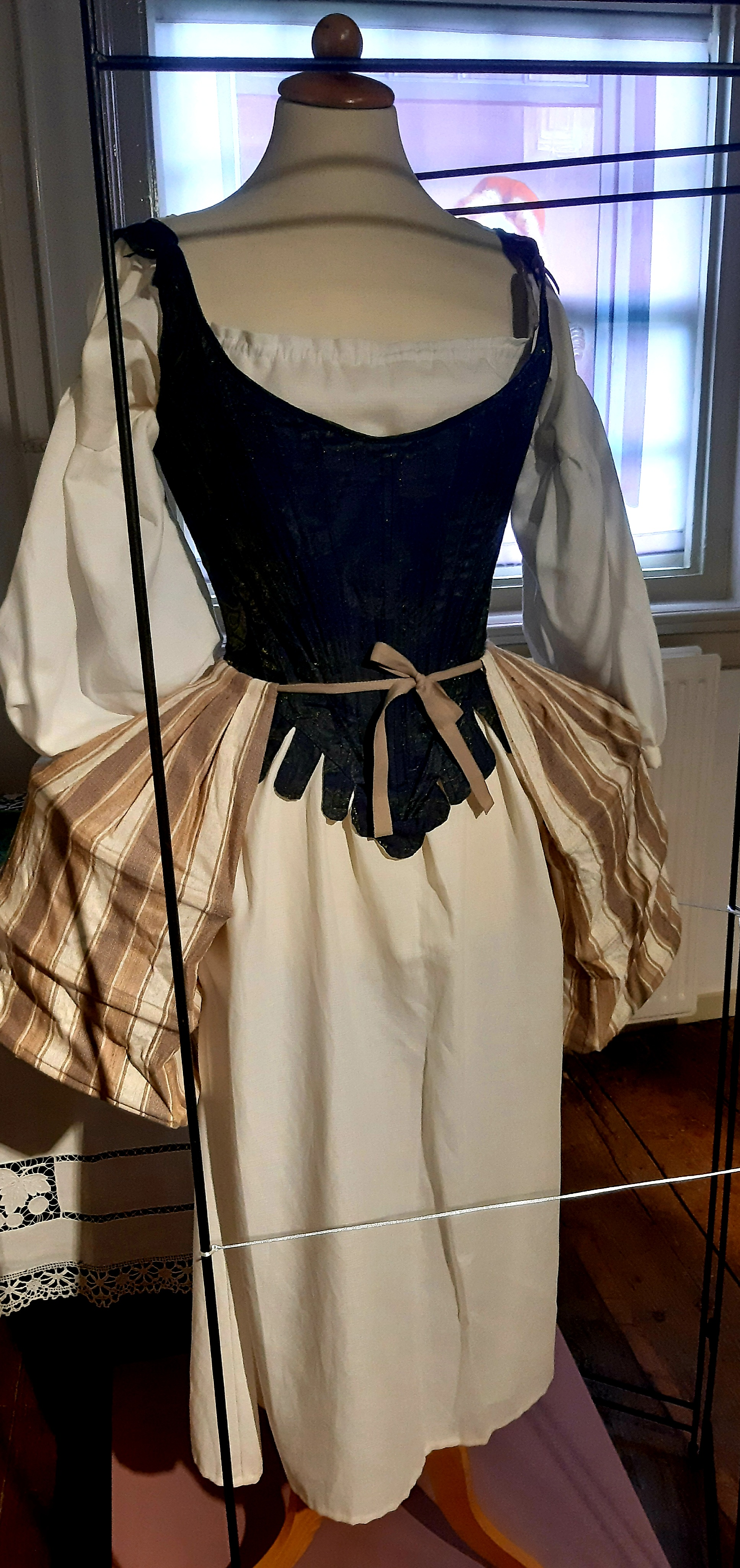
Rijglijf met kleine panier